# You Wanted the Best, You Got the Best!!
You Wanted the Best, You Got the Best!! —en español: ¡Querías lo mejor, tienes lo mejor!— es un álbum en vivo de la banda de rock Kiss, publicado en 1996 por Mercury. La mayoría de las canciones incluidas en el álbum fueron "outtakes" de Alive! y Alive II, para despertar el interés de los fanáticos, se incluyeron temas que no estaban presentes en los mencionados discos. 
El disco obtuvo la certificación de "Oro" el 12 de mayo de 1997, habiendo vendido 500 000 copias.

## Listado de canciones
Versión estadounidense
1. "Room Service" (Paul Stanley) – 3:38
2. "Two Timer" (Gene Simmons) – 3:15
3. "Let Me Know" (Stanley) – 3:38
4. "Rock Bottom" (Ace Frehley, Stanley) – 3:33
5. "Parasite" (Frehley) – 3:37
6. "Firehouse" (Stanley) – 4:00
7. "I Stole Your Love" (Stanley) – 3:32
8. "Calling Dr. Love" (Simmons) – 3:35
9. "Take Me" (Delaney, Stanley) – 3:06
10. "Shout It Out Loud" (Bob Ezrin, Simmons, Stanley) – 3:14
11. "Beth" (Peter Criss, Ezrin, Stan Penridge) – 2:33
12. "Rock and Roll All Nite" (Simmons, Stanley) – 4:01
13. "Kiss Tells All" (Kiss, Jay Leno) – 17:34

Edición estadounidense en vinilo y edición japonesa en CD
1. "Room Service" (Stanley) – 3:38 Inédita, grabada en Davenport, Iowa, en 1975.
2. "Two Timer" (Simmons) – 3:15 Inédita, grabada en Davenport, Iowa, en 1975.
3. "Let Me Know" (Stanley) – 3:38 Inédita, grabada en Detroit, Míchigan, en 1975.
4. "Rock Bottom" (Frehley, Stanley) – 3:33
5. "Parasite" (Frehley) – 3:37
6. "Firehouse" (Stanley) – 4:00
7. "I Stole Your Love" (Stanley) – 3:32
8. "Calling Dr. Love" (Simmons) – 3:35
9. "Take Me" (Delaney, Stanley) – 3:06 Inédita, grabada en Los Ángeles, California, en 1977.
10. "Shout It Out Loud" (Ezrin, Simmons, Stanley) – 3:14
11. "Beth" (Criss, Ezrin, Stan Penridge) – 2:33
12. "Rock and Roll All Nite" (Simmons, Stanley) – 4:01
13. "New York Groove" (Russ Ballard) – 4:10 Inédita, grabada en Sídney, Australia en 1980.
14. "Kiss Tells All" (Kiss, Leno) – 17:34

## Listas
Álbum
| Año  | País           | Lista            | Posición |
| ---- | -------------- | ---------------- | -------- |
| 1996 | Estados Unidos | Billboard 200    | 17       |
| 1996 | Australia      | ARIA Album Chart | 26       |